# Біллі Селеський
Благоя «Біллі» Селеський (англ. Blagoja Celeski, нар. 14 липня 1985, Охрид, СФРЮ) — австралійський футболіст македонського походження, що грав на позиції півзахисника.
Виступав за національну збірну Австралії.

## Клубна кар'єра
Вихованець юнацьких команд «Інституту спорту Вікторії» та «Австралійського інституту спорту».
У дорослому футболі дебютував 2004 року виступами за команду клубу «Буллен Зебрас», в якій провів один сезон, взявши участь у 16 матчах чемпіонату.
Своєю грою за цю команду привернув увагу представників тренерського штабу клубу «Перт Глорі», до складу якого приєднався 2005 року. Відіграв за пертську команду наступний сезон своєї ігрової кар'єри.
2006 року повернувся до клубу «Буллен Зебрас». Цього разу провів у складі його команди один сезон.
З 2007 року один сезон захищав кольори команди клубу «Перт Глорі». З 2008 року п'ять сезонів захищав кольори команди клубу «Мельбурн Вікторі».
З 2013 року один сезон захищав кольори команди клубу «Аль-Шааб». Протягом 2014 року захищав кольори команди клубу «Ляонін Хувін».
З 2014 року один сезон захищав кольори команди клубу «Ньюкасл Юнайтед Джетс». Завершив професійну ігрову кар'єру у клубі «Ванфоре Кофу», за команду якого виступав протягом 2016 року.

## Виступи за збірні
Протягом 2004—2007 років залучався до складу молодіжної збірної Австралії. На молодіжному рівні зіграв у 27 офіційних матчах.
2009 року провів один матч у складі національної збірної Австралії.

## Титули і досягнення
- Переможець Молодіжного чемпіонату ОФК: 2005